# الحويطات
قبيلة الحويطات قبيلة عربية، في الأردن وشمال السعودية وفلسطين وسيناء في مصر والبحرين، اختلف النسابون والمؤرخون بنسب القبيلة، ويظن جماعة من المستشرقين أن الحويطات ذوي تاريخ أقدم، وأنهم من الأنباط الذين كانوا يسيطرون على طرق القوافل إلى اليمن أي طريق التوابل القديم، حيث كانت عاصمتهم البتراء على مسافة إلى معان. تنسب القبيلة نفسها إلى الأشراف الحسينيين.  وهناك من يقول غير ذلك وعدهم الجزيري من عرب جذام وذهب لقوله حمد الجاسر وعاتق البلادي. تشكل عشائر الجازي والنجادات وأبو تايه العمود الفقري لعشائر الحويطات التي تستقر منذ زمن بعيد في جنوب الأردن 

## ظهورهم
ظهرت الحويطات من القبائل البدوية الكبيرة التي ظهرت في العقبة في القرن السادس عشر. والجزيري أول من أشار إلى هذه القبيلة حيث يشير إلى أن العقبة هي المكان الرئيسي لنشأة قبيلة الحويطات، وقد سيطرت عليها وعلى طريق الحاج المصري، وكان ذلك في سنة 946 هـ/ 1538م، وكانت تدفع لشيوخ هذه القبيلة الهدايا والعطايا ، من قبل أمير القافلة لتأمين حماية للقافلة من خطر هجمات القبائل الأخرى عليها

## الإختلاف بالنسب
اختلف المؤرخين بنسب القبيلة كما يلي:

### جذام القحطانية
نسبت القبيلة إلى جذام القحطانية بسبب موقعهم التاريخي للقبيلة ولقد عدهم الكثير من النسابة والمؤرخين لهذا النسب مثل الجزيري وحمد الجاسر وعاتق البلادي.

### الأنباط
نسبت القبيلة إلى الأنباط، وكانوا يسيطرون على طرق القوافل إلى اليمن.

### الأشراف
نسبت القبيلة إلى الأشراف الحسينيين كما يزعم بعض من أبناء القبيلة. حيث يدعون بأنهم من نسل حويط بن جماز بن هاشم بن سالم بن مهنا بن داوود بن مهنا بن جماز بن قاسم بن مهنا الأعرج بن الحسين بن المهنا بن داوود أبو هاشم بن القاسم أحمد بن عبيد الله أبو على الأمير بن طاهر شيخ الحجاز ابن يحيي النسابة ابن الحسن أبو محمد جعفر الحجة بن عبيد الله الأعرج بن الحسين الأصغر بن الامام على زين العابدين بن الامام الحسين بن الامام على بن أبى طالب. وهناك من ينفي هذا النسب ويقول غير ذلك.

### الترابيين
نسبت القبيلة إلى الترابيين.

## الحويطات والثورة العربية الكبرى
كان لقبـيلة الحويطات دور كـبير أثناء الثورة العربية الـكبرى، حيث ساهمت في احتلال العقبة ومعان والطفيلة، كما كان لها دور بارز في عهد الإمارة، حيث استقبلت الأمير عبد الله بن الحسين أثناء قدومه إلى معان في تشرين الثاني  1921م، وقدموا له المساعدة، واستضافوه حتى تواردت عليه القبائل العربية الأخرى. كما ساهمت القبيلة في تأسيس إمارة شرق الأردن وتقديم الدعم والمؤازرة للهاشميين وصد العديد من الغارات التي كانت تشنها القبائل النجدية المتدينة باتجاه الإمارة، وهددت استقرار المنطقة ما بين عامي 1921 – 1924م.
عندما وصل الشريف فيصل بن الحسين إلى مدينة الوجه الساحلية تقابل مع الشيخ أحمد بن محمد أبو طقيقة أمير ضباء وشيخ شمل الحويطات آنذاك وكذلك كان قد وصل الشيخ عودة أبو تايه من الأردن لمقابلة الشريف وكانوا مجمعين على طرد العثمانيين وتصفية نفوذهم. وقد قام قبلها أبناء قبيلة الحويطات بزعامة الشيخ أحمد أبو طقيقة بتحرير ضباء والمناطق التابعة لها من العثمانيين ومن سلطتهم الشكلية واستولوا على حامياتهم. وطردوا الأتراك المتواجدين في هذه المنطقة واستولوا على عتادهم وأسلحتهم وانهوا وجودهم نهائيا من هذه المنطقة وتابعوا فلولهم الهاربة إلى خارج المنطقة.

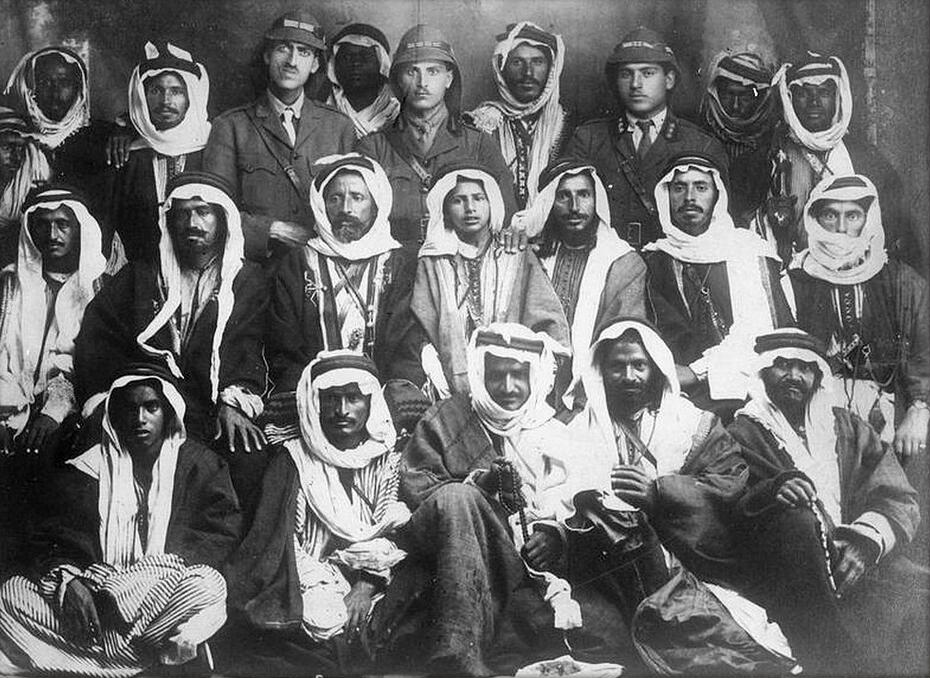
الشيخ عودة أبو تايه وجماعة من الضباط العرب وشيوخ ووجهاء العشائر. 1916 م. مجموعة صور لورنس

وفي عام 1925 م سافر الشيخ أحمد أبو طقيقة لمقابلة ومبايعة الملك عبد العزيز آل سعود على الولاء والسمع والطاعة[بحاجة لمصدر] فأبقاه الملك عبد العزيز أميرا لضباء وشيخا لشمل الحويطات، وطلب منه تعيين قاضي شرعي. وبالفعل تم تعيين الشيخ حسين الفقي أبو خضير كأول قاضي شرعي في ضباء وأستمر هذا الوضع لغاية عام 1928 م. وفي ذلك العام تم تعيين أمير لضباء مرسل من قبل الملك. وباستتباب الأمور للحكومة السعودية ابتدأت مرحلة جديدة من النهضة والتطور والعلم تشمل المنطقة. وازدادت ملامحها عاما بعد عام إلى أن وصلت المنطقة حاليا إلى أوجها عمرانيا وثقافيا وحضاريا واجتماعيا.
أما في الأردن فقد قاد الشريف الحسين بن علي الثورة العربية وانضم له عوده أبو تايه وفتح الحويطات ومن معهم حصن العقبة وطردوا العثمانيين من الأردن وواصلوا فتوحاتهم حتى دمشق، وقد كان لحويطات الأردن الاثر الكبير في تأسيس المملكة الأردنية الهاشمية والتي يشكل الحويطات فيها الركيزة الأولى واللبنة الداعمة في بنائها. وكان شيوخ حويطات الأردن كالشيخ حمد بن جازي وكذلك الفارس عودة أبو تايه هم أهم ركائزها الوطنية. وقد تم توثيق بطولات الشيخ الفارس عودة أبو تايه وأبناء الحويطات في فيلم لورنس العرب الشهير الذي أخرجه المخرج العالمي مصطفى العقاد ومثل دور عودة أبو تايه الممثل العالمي أنتوني كوين. وقد مثل الفيلم في مناطق الأحداث الاصلية. ولكن الفيلم يمثل وجهة نظر لمؤلفه البريطاني وقد جانب الحقيقة في أجزاء منه حين أدعى ان القبائل العربية لم تحارب لاجلاء العثمانيين عن ديارهم إلا من اجل المال البريطاني. فمن المعلوم أن المؤلف لورنس حاول أن ينسب الأمجاد لنفسه ولدولته بريطانيا. متجاهلا دوافع أبو تايه الحقيقة ودوافع إبن شعلان ومن معهم من قبائل العرب الذين ضاقوا ذرعا من حكم العثمانيين واستبدادهم بالعرب ومحاولاتهم طمس الهوية العربية والعادات والمكارم العربية.

## أشهر أبناء الحويطات

### عودة بن نجاد

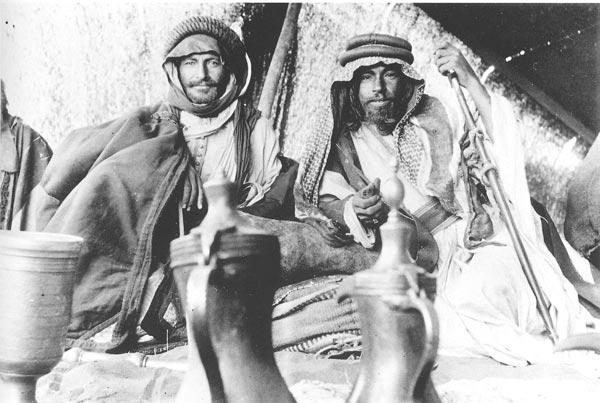
صورة لرجال من قبيله الحويطات عام 1915 م

هو عودة بن حسن بن نجاد من شيوخ الحويطات البارزين في المنطقة وشيخ لعشائر النجادات، وقد حل شيخاً مكان والده الشيخ حسن بن نجاد المتوفَّى عام 1922 م الذي كان يستلم الصرة من الدولة العثمانية. تميز الشيخ عودة بن نجاد بالخصال والشيم البدوية كالمروءة والكرم والشجاعة، ونذر نفسه للخدمة العامة، إذ ساهم في حل قضايا معقدة يتعذر حلها عند سواه مثل قضايا القتل التي مر عليها زمن طويل ولم تكن مشهودة (أي لم يوجد عليها شهود) وقضايا العرض، حيث كان معروفاً بعقل راجح وذكاء حادّ يمكّنه من كشف الحقيقة ومعرفة المظلوم من الظالم باستخدام طرق الحيلة والذكاء مع المتهم بالقضية لمعرفة ما إذا كان صادقاً فيما يدّعي أم غير ذلك.
كما كان الشيخ عودة بن نجاد من الشيوخ الذين ساهموا في الثورة العربية الكبرى وشاركوا في الاستيلاء على العقبة إلى جانب الشيخ عودة أبو تايه، وكان يُعتَبر الممثل أمام حكومة إمارة شرقي الأردن عن عشائر النجادات، ومن الذين استقبلوا الشريف الحسين بن علي عند قدومه إلى العقبة عام 1924م. توفي عودة بن نجاد عام 1970م، وخلفه ابنه الشيخ حسين ليكون شيخاً على عشائر النجادات.